# شاهزاده خانمی از ماه
شاهدختی از ماه (ژاپنی: 竹取物語) فیلمی ژاپنی به کارگردانی کن ایچیکاوا است که در سال ۱۹۸۷ منتشر شد. فیلم‌نامهٔ این فیلم بر پایهٔ افسانهٔ کهن قرن ۱۰ ژاپن به نام داستان بامبوشکن نگاشته شده‌است که دربارهٔ دختری از ماه است که در دوران نوزادی در لابلای ساقه‌های بامبوهایی تابان پدیدار می‌شود. این فیلم در جشنواره بین‌المللی فیلم توکیو اکران شد، اما مورد استقبال منتقدان قرار نگرفت. مگومی اوداکا در سال ۱۹۸۸ برندهٔ جایزه آکادمی فیلم ژاپن برای «بهترین بازیگر تازه‌کار سال» شد.

## بازیگران
- توشیرو میفونه
- یاسوکو ساواگوچی
- آیاکو واکائو
- کوجی ایشیزاکا
- کی‌ایچی ناکای
- کاتسوئو ناکامورا
- تاکشی کاتو
- کیوکو کیشیدا
- جون هامامورا
- مگومی اوداکا